# 无毛黑鳞双盖蕨
无毛黑鳞双盖蕨（学名：Diplazium sibiricum var. glabrum）也称无毛黑鳞短肠蕨，为蹄盖蕨科双盖蕨属下的一个变种。